# Helmhold III van Schwerin
Helmhold III van Schwerin (overleden in 1295) was van 1274 tot 1295 graaf van Schwerin-Neustadt en Marnitz. Hij behoorde tot het huis Schwerin.

## Levensloop
Hij was een zoon van graaf Günzel III van Schwerin en Margaretha van Mecklenburg. Na de dood van zijn vader werd hij in 1274 graaf van Schwerin-Neustadt en Marnitz. 
De laatste oorkonde waarin Helmhold III vermeld wordt is een verdrag gedateerd op 25 augustus 1295. De volgende oorkonde dateert van 13 mei 1296, waarin Helmhold niet meer wordt vermeld. Hij stierf tussen 25 augustus 1295 en 13 mei 1296.

## Huwelijk en nakomelingen
Helmhold III was driemaal getrouwd. Op 11 november 1265 huwde hij eerst met Margaretha, een dochter van hertog Albrecht I van Saksen. Margaretha stierf vermoedelijk kort na het huwelijk omdat Helmhold zich op 9 juni 1266 reeds verloofde met zijn tweede echtgenote, een dochter van graaf Adolf I van Dannenberg. Op 18 augustus 1267 vond hun huwelijk plaats. Ze kregen een zoon:
- Günzel V (-1307), graaf van Schwerin-Neustadt en Marnitz.

Het is niet geweten wanneer zijn tweede echtgenote stierf. Tussen 9 maart 1282 en 27 november 1287 huwde Helmhold III met zijn derde echtgenote Margaretha (overleden in 1313), dochter van hertog Erik I van Sleeswijk. Omdat Helmhold en Margaretha nauw verwant waren, kregen ze op 4 december 1288 pauselijke dispensatie. Ze kregen volgende kinderen:
- Hendrik III (-1344), graaf van Schwerin-Neustadt en Marnitz.
- Margaretha, werd zuster in de abdij van Zerrenthin.